# Jelfogó

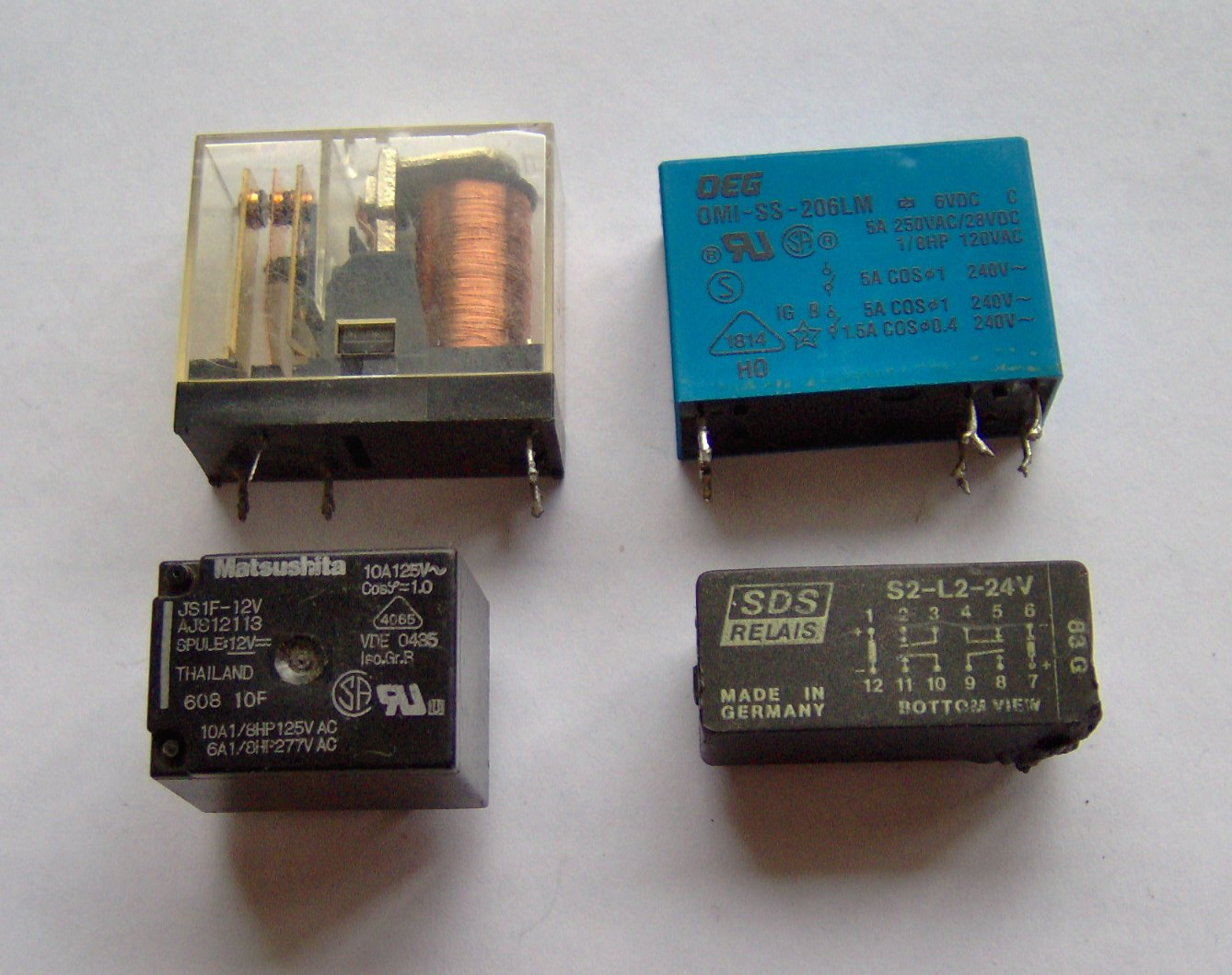
Relék különböző tokozásban különböző kapcsolófeszültséggel

A jelfogó vagy relé elektromos áram mágneses hatására elektromos érintkezőket működtető kapcsolóelem. A vezérlő feszültség jellemzően kisebb, mint a kapcsolt oldali feszültség (például 12 volttal működtetett relé 240 voltot is kapcsolhat).
A híradástechnikában általában csak a kisebb működtető teljesítményű jelfogókat használják (néhány wattig), amelyek maximálisan néhány száz voltos feszültséget szakítanak meg, és legfeljebb 1–2 amper tartós áramot kapcsolnak. A nagyobb teljesítményű jelfogókat mágneskapcsolónak nevezik. Van egyenárammal és váltakozó árammal működő jelfogó, törpefeszültségű és 240 voltos hálózati feszültséggel működő. Létezik szilárdtest-relé is, amiben nincs mozgó alkatrész.

## Reed-relé

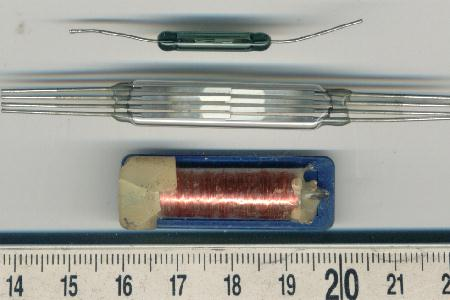
reed-relé

A reed-relé a jelfogó egy fajtája, egy kisméretű, védőgázzal töltött zárt üvegcső, amelyben két, egymáshoz közel lévő, de egymással nem érintkező ferromágneses elektróda található. Az elektródák nemesfém bevonatúak, de van higannyal nedvesített (prellmentes) változata is a nagy sebességű jelfeldolgozó elektronikák bemenetei céljára. A nyugvó- vagy váltóérintkezős változata nem ferromágneses, ekkor az lehet rézötvözet vagy akár grafit is, természetesen a mozgatóhatást kiváltó elem ferromágneses anyagú.

### Működése
Axiális irányú mágneses térben az egymással szemben lévő elektródák azonos módon mágneseződnek fel, de az axiális irányú eltolás miatt a két elektróda egymással szemben lévő vége eltérő polaritású lesz. Így azok vonzzák egymást, és az elektródák záródnak.
Mágneses térrel vezérelhető kapcsolóként használják. A mágneses tér létrehozható elektro- vagy állandómágnes segítségével. Elektromágnes (tekercs) alkalmazásakor hagyományos, de gyors működésű relé funkciót tölt be, míg állandó mágnes segítségével kapcsolva elmozdulás (például ajtónyitás) érzékelőként használható.